# José Clemente Paz
José Clemente Paz conocido también como José Camilo Paz, y que siempre firmó José C. Paz (Buenos Aires, 2 de octubre de 1842 - Montecarlo, 10 de marzo de 1912) fue un rico estanciero, periodista, político y diplomático argentino, fundador del diario La Prensa y un destacado representante de la Generación del Ochenta.

## Infancia
José C. Paz nació en Buenos Aires el 2 de octubre de 1842, hijo de José Ezequiel Paz Pereyra Mariño y de Jacoba Cueto Cernadas; nieto paterno de Juan Bautista de Paz y Figueroa y de María Plácida Pereyra Mariño.
Era primo hermano de Julio Argentino Roca, que fuera presidente de la Argentina, nieto materno de Juan Bautista de Paz y Figueroa.
Descendía por línea paterna de la familia de Paz y Figueroa de Santiago del Estero y Tucumán, son sus antepasados directos, estando además emparentado con los generales Lucas de Figueroa y Mendoza, gobernador de Tucumán en 1663, Alonso de Herrera y Guzmán, caballero de las órdenes de San Juan y de Santiago.[cita requerida]

## Estudios
Comenzó sus estudios en Buenos Aires, pero debido a la guerra civil que azotaba al país debió emigrar junto a su familia a Rosario. Allí pasó parte de su niñez y de su adolescencia.
En julio de 1859 la escuadra de Buenos Aires comandada por el almirante Murature trataba de hacerse paso por el río frente a Rosario, José C. Paz se dirigió a las baterías sobre el río Paraná y gritó: “¡Viva Buenos Aires!”. Los soldados que servían en las baterías comenzaron a dispararle, pero Paz salvó su vida al tirarse al río y nadando hacia los barcos porteños. De esta forma regresó a Buenos Aires, con sólo 16 años.

## Vida militar
Al regresar a su ciudad natal decidió alistarse en las tropas porteñas, comandadas por Bartolomé Mitre, y al año siguiente intervino en la batalla de Pavón siendo distinguido a pesar de su juventud.
Al finalizar la guerra civil se inició en la política. Comenzó militando en el Partido Autonomista de Adolfo Alsina, mientras comenzó a estudiar derecho.
En 1865, durante la Guerra de la Triple Alianza, creó la Sociedad Protectora de los Inválidos, que organizaba cuerpos de enfermeros que sanaban y trasladaban a los heridos de guerra que llegaban al puerto de Buenos Aires. 
En su primer editorial decía: 

La independencia, el respeto al hombre privado, el ataque razonado al hombre público y no a la personalidad individual formarán nuestro credo... Verdad-libertad: he ahí nuestro punto de partida. Libertad, progreso, civilización: he ahí el fin único que perseguimos. No nos guía ningún móvil mercantil. Abrigamos la confianza de conservar la independencia suficiente, a más de la que nos es característica, para poder ser intérpretes genuinos de la opinión pública.

Desatada la terrible epidemia de fiebre amarilla en Buenos Aires, en 1871, Paz organizó una comisión caritativa para ayudar a los enfermos que eran víctimas de la enfermedad que cobró miles de víctimas en la ciudad. En ese año el jefe de noticieros del diario enfermó y Paz dispuso (a costa de contraer él mismo la fiebre amarilla) que lo llevaran a su domicilio donde lo cuidó hasta que recuperó la salud.
La revolución de 1874 lo encontró del lado de Bartolomé Mitre. Al fracasar, debió exiliarse en Montevideo, donde terminó sus estudios de derecho.

## Carrera política
José C. Paz se destacó como representante de la Generación del Ochenta que gobernó Argentina en las dos últimas décadas del siglo XIX. A su regreso al país fue elegido Diputado Nacional en 1879. Al tiempo decidió renunciar a su banca para aceptar la representación diplomática en Madrid. Cumplió esa función desde 1883 a 1885, cuando fue trasladado a la embajada argentina en París, donde permanecería por ocho años más.
En esos años en Europa trabajó resolviendo los problemas de nacionalidad de hijos de españoles nacidos en la Argentina y realizando las tratativas para la compra de armamento. Cuando volvió al país decidió dirigir personalmente su diario.

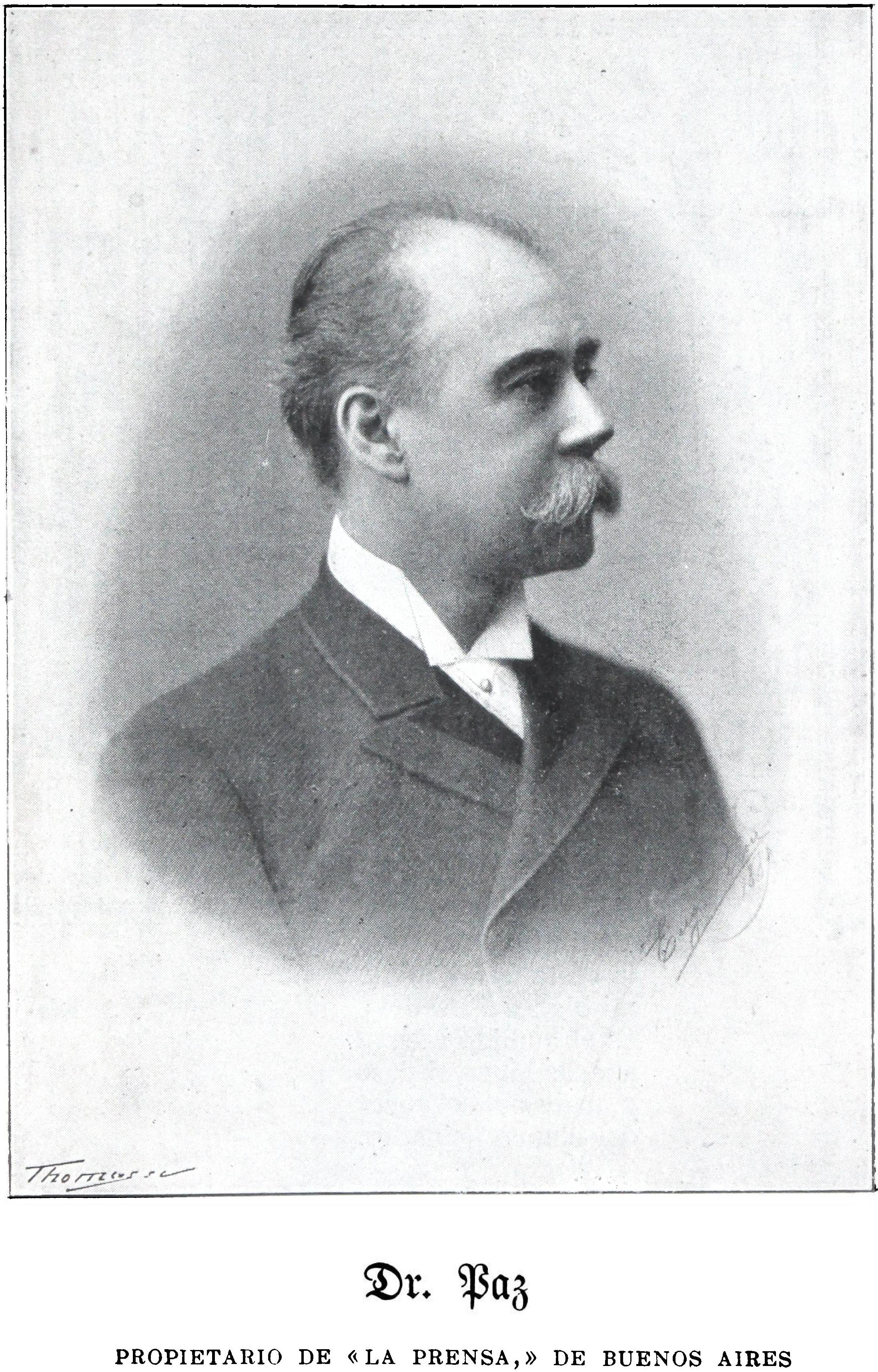
José C. Paz en 1900

En 1900 retornó nuevamente a Europa donde encargó al prestigioso arquitecto francés Louis-Marie Henri Sortais el diseño de una mansión de dimensiones inusitadas para la geografía porteña, el Palacio Paz, ubicado frente a la Plaza San Martín, que fue la más grande de la ciudad y que su propietario no llegó a ver terminada. Su familia fue la que finalmente habitó el magnífico palacete: su viuda Zelmira Díaz Gallardo y sus dos hijos, Ezequiel Pedro Paz Díaz y Zelmira Paz Díaz.

## Fallecimiento

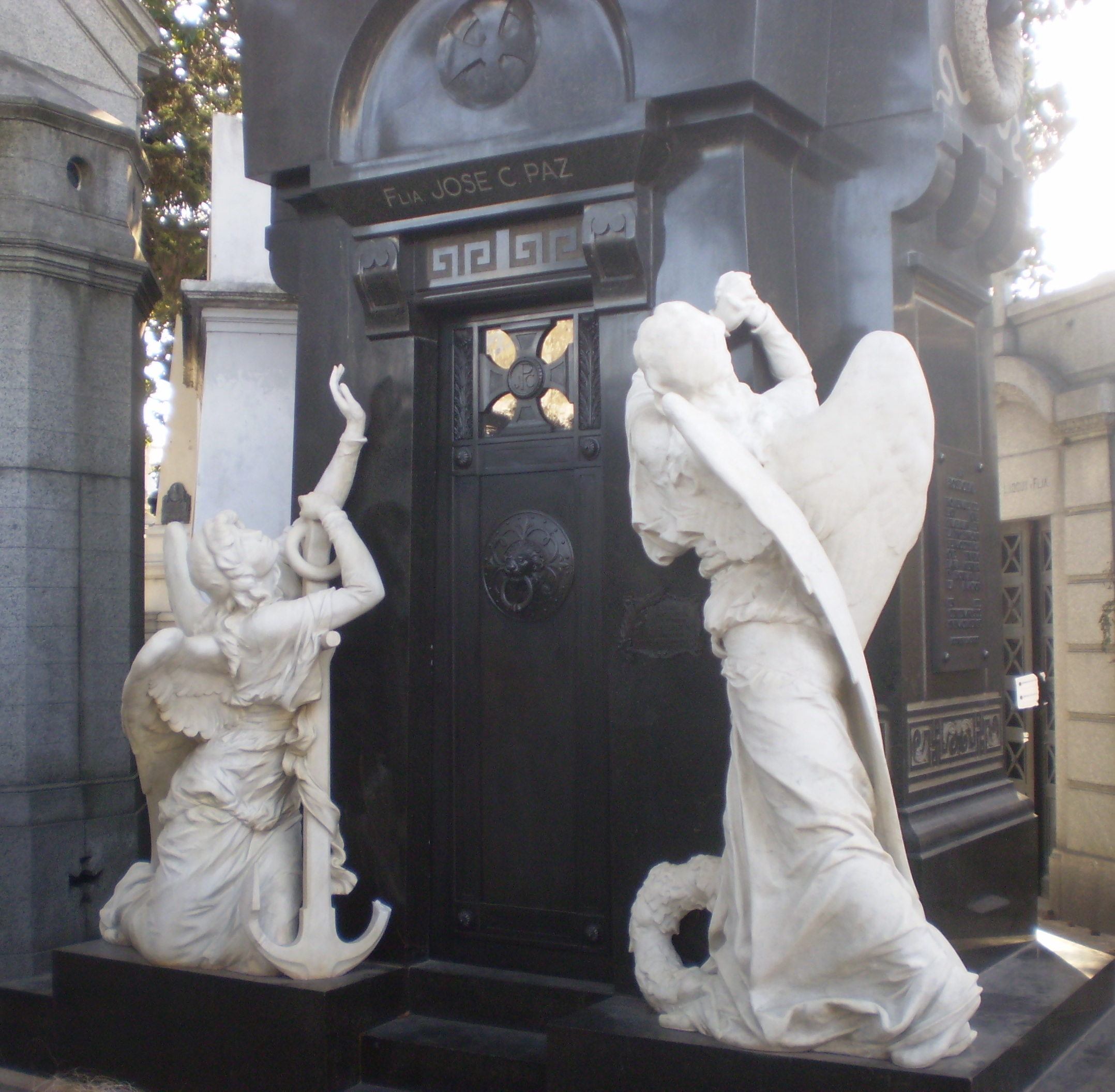
Tumba de José C. Paz en el cementerio de la Recoleta.

José C. Paz falleció el  10 de marzo de 1912, en Montecarlo, Mónaco.